# Weltengänger
Weltengänger – debiutancki album niemieckiego zespołu blackmetalowego Lunar Aurora wydany w listopadzie 1996 roku za pośrednictwem 
Voices Productions. Album doczekał się dwóch reedycji, pierwszej z myślą o rynku amerykańskim poprzez Mercenary Musik, a następnie w 2007 roku za pośrednictwem Cold Dimensions, z nową okładką oraz bonusowym utworem Wanderer des Feuermondes.

## Lista utworów
1. "Grabgesänge" – 7:51
2. "Rebirth of an Ancient Empire" – 8:13
3. "Flammende Male" – 7:02
4. "Into the Secrets of the Moon" – 6:47
5. "Schwarze Rosen" – 6:21
6. "Conqueror of the Ember Moon" – 10:30
7. "Wanderer des Feuermondes" (tylko na reedycji) – 5:52

## Twórcy
- Aran - gitara elektryczna, wokale uzupełniające
- Whyrhd - wokale, gitara basowa
- Biil - keyboard
- Nathaniel - perkusja